# Jean-René Cazeneuve

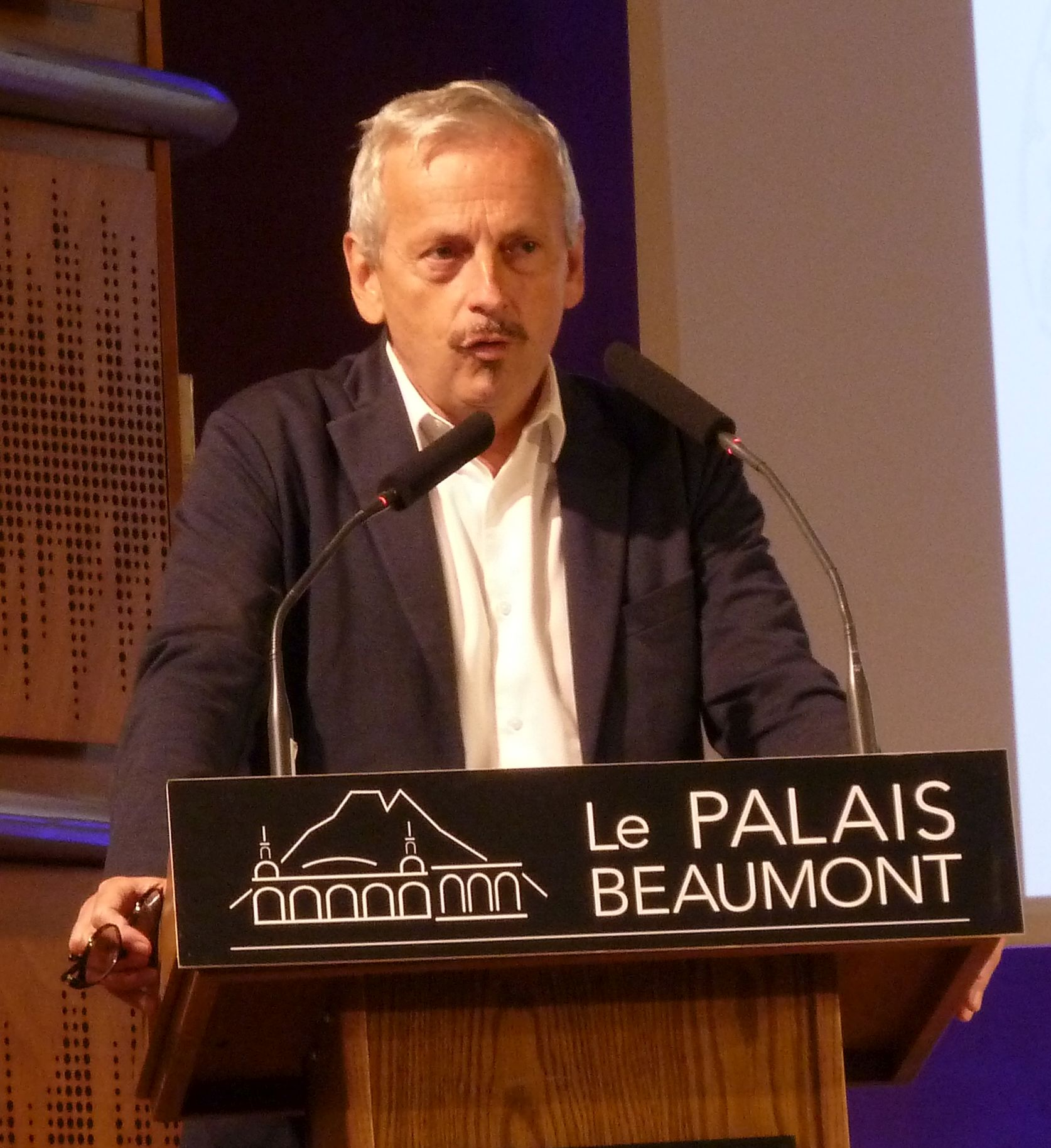
Jean-René Cazeneuve

Jean-René Cazeneuve (* 9. Juni 1958 in Paris) ist ein französischer Politiker der Partei Renaissance (RE), der seit dem 18. Juni 2017 als Vertreter des Département Gers Mitglied der französischen Nationalversammlung ist.
Von 2001 bis 2004 war Cazeneuve Managing Director von Apple für Frankreich, Mitteleuropa, den Nahen Osten und Afrika. Er absolvierte die Centrale Méditerranée und die HEC Paris.
Cazeneuve wurde bei den Wahlen 2017 erstmals Mitglied der Nationalversammlung. Im Parlament ist er seitdem Mitglied des Finanzausschusses.
Seit 2022 ist er Hauptberichterstatter des Parlaments für den Jahreshaushalt Frankreichs.